# CF Brăila în sezonul 1998-1999
Sezonul 1998-1999  este penultimul sezon pentru Dacia Unirea Brăila în Liga a II-a. Sezonul următor mai râmâne în Liga II, dar retrogradează la finalul sezonului în Liga a III-a culmea împreună cu marea rivală Dunărea Galați și ulterior Gloria Buzău. 

## Echipă
| Nr. |         | Poziție | Jucător             |
| --- | ------- | ------- | ------------------- |
| -   | România | P       | Ștefan Nicoloff     |
| 12  | România | P       | Cătălin Hăisan      |
| 1   | România | P       | Constantin Brătianu |
| -   | România | F       | Ginel Rădulescu     |
| -   | România | F       | Marian Samoilă      |
| 4   | România | F       | Emil Cristian       |
| -   | România | F       | George Badea        |
| -   | România | F       | Gabriel Baciu       |
| -   | România | M       | Adrian Fătăligă     |
| -   | România | M       | Marcel Dobrescu     |
| -   | România | M       | Ionel Bratoșin      |
| 15  | România | M       | Ionel Drăgoi        |
| -   | România | M       | Gigel Păsceanu      |
| -   | România | M       | Daniel Buricea      |
| -   | România | M       | Cristian Baltă      |
| -   | România | A       | Mihăiță Stoian      |
| -   | România | A       | Nicolae Ciocea      |

## Transferuri

### Sosiri
| Post | Jucător | De la echipa | Sumă de transfer | Dată |  | ---- |
| ---- | ------- | ------------ | ---------------- | ---- |  | ---- |

### Plecări
| Post | Jucător        | De la echipa | Sumă de transfer  | Dată |  | ---- |
| ---- | -------------- | ------------ | ----------------- | ---- |  | ---- |
| M    | Marian Brăguță | CSM Focșani  | liber de contract | -    |  |      |

## Seria II

### Rezultate
| Victorii | Egaluri | Înfrângeri | Cea mai mare victorie | Cea mai mare înfrângere |

### Sezon intern
| 1 | Dacia Unirea Brăila | Dunărea Galați      | Brăguță 74' Bogdan 38'                                       | 1-1 |
| 2 | Dunărea Galați      | Dacia Unirea Brăila | State 16' (pen.), 54', 84' Pall 30' Șoptelea 74' Pânzaru 82' | 6-0 |

Clasamentul după 34 etape se prezintă astfel: